# Point chaud de l'Erebus
Pour les articles homonymes, voir Point chaud et Erebus.
Le point chaud de l'Erebus est un point chaud responsable de la forte activité volcanique sur l'île de Ross, dans l'ouest de la mer de Ross en Antarctique. Sa zone éruptive actuelle, le mont Erebus, connaît une éruption continue depuis sa découverte en 1841, avec notamment la présence d'un lac de lave permanent.
Les magmas issus du point chaud de l’Erebus sont similaires à ceux provenant de points chauds de l’actif grand rift est-africain. Le mont Bird à l'extrémité nord de l'île de Ross, et le mont Terror à son extrémité orientale, sont de grands volcans boucliers datés respectivement de 3,8 à 4,8 millions d'années et de 0,8 à 1,8 million d'années, par la méthode potassium-argon.
Le point chaud de l’Erebus a été interprété comme étant à l'origine de la faille de Terror. Son panache, estimé entre 250 et 300 km de diamètre, s'étend à 200 km sous la surface, où il se transforme en une colonne étroite qui s'étend plus loin jusqu'à 400 km sous la surface.

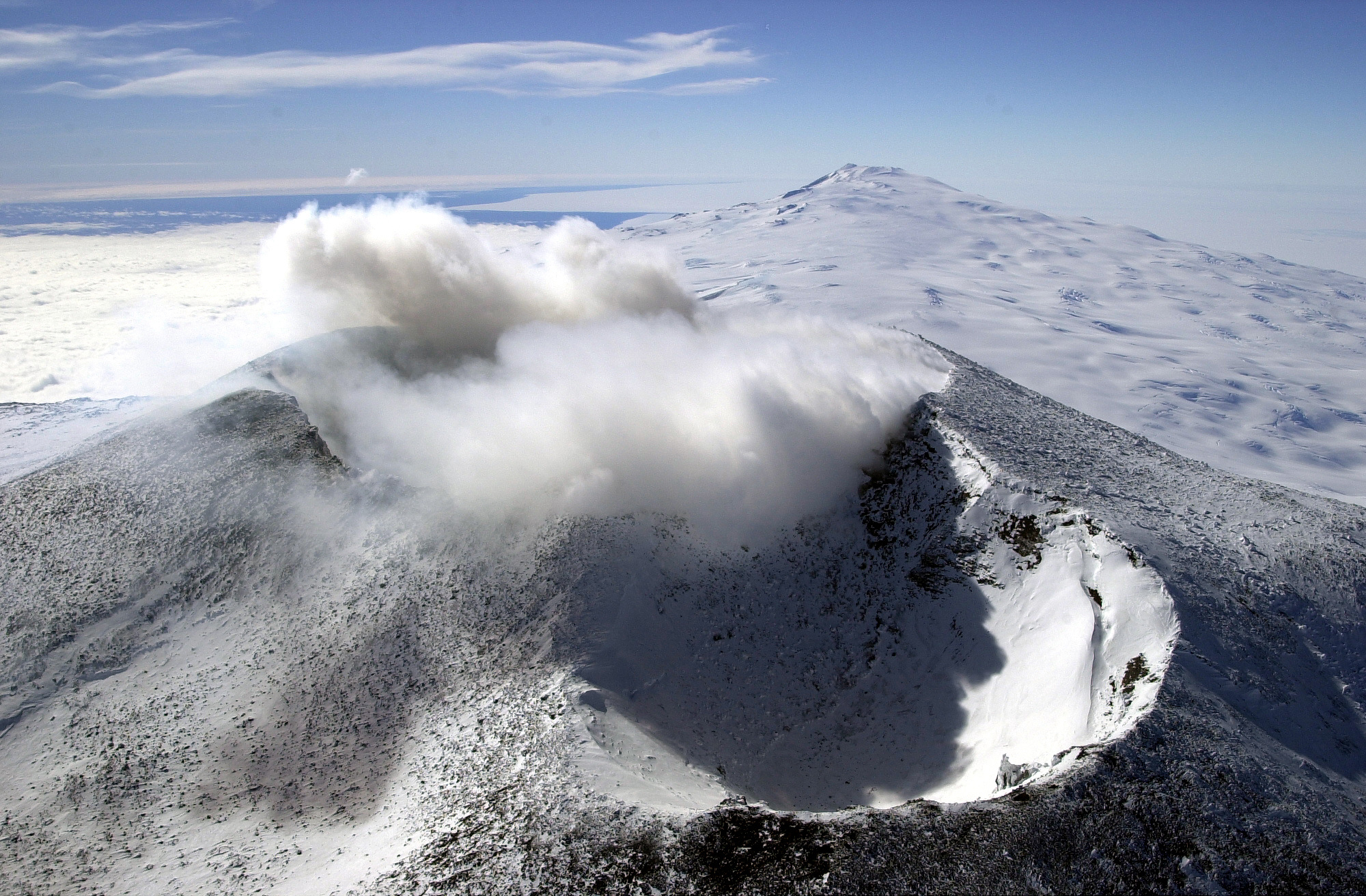
Le mont Erebus en éruption, avec le mont Terror en arrière-plan.
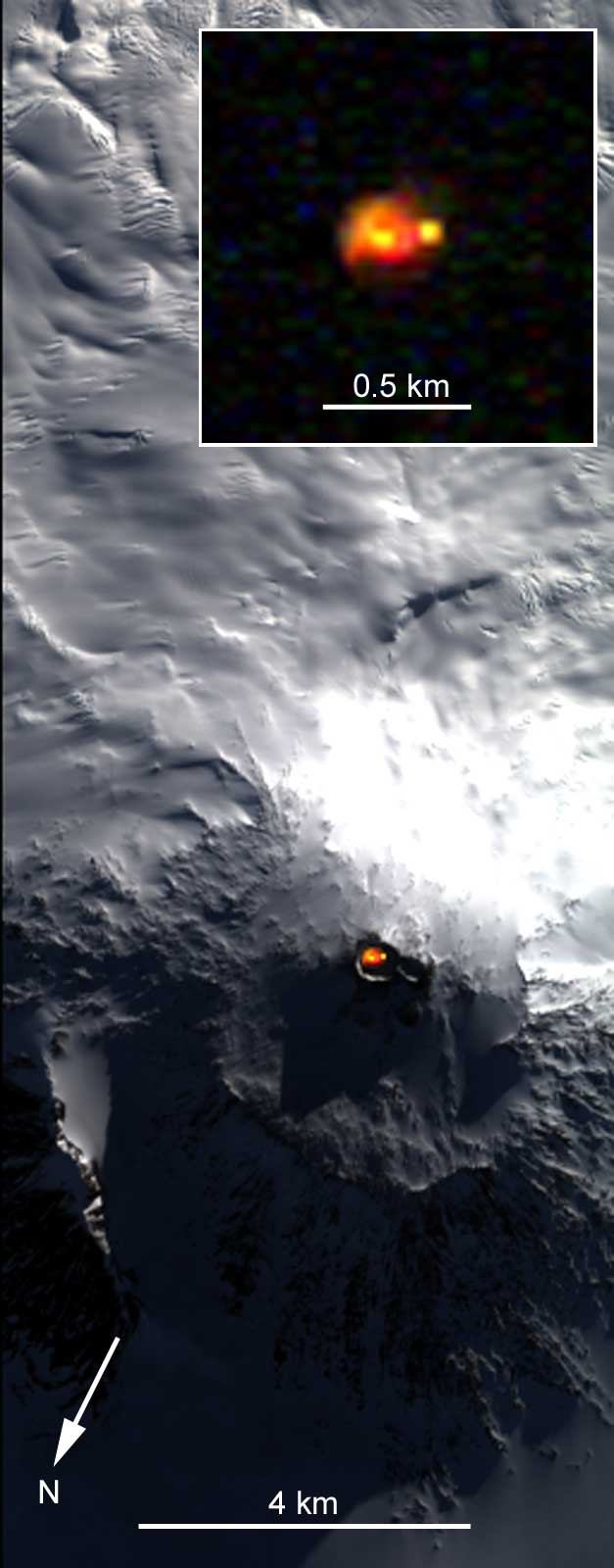
Image satellite du mont Erebus, montrant son lac de lave.